# Заря (Ононский район)
Заря — село в Ононском районе Забайкальского края России. Входит в состав Новозоринского сельского поселения.

## Географическое положение
Село расположено в восточной части района на расстоянии примерно 33 километров на юго-восток по прямой от районного центра села Нижний Цасучей, примыкая к селу Новая Заря.

## Климат
Климат резко континентальный с длительной (чуть меньше 180 дней) холодной зимой, заметно меньшим по продолжительности (в среднем 110—112 дней) и сравнительно теплым летом, короткими (до 35—40 дней) переходными сезонами года, недостаточным количеством осадков, особенно в зимнее, весеннее и раннелетнее время. Средняя температура воздуха по району составляет — 1,8 °С, −1,4 °С. Средняя январская температура воздуха составляет −24 °С, −26 °С при абсолютном минимуме — 52 °С. Средняя июльская температура воздуха варьирует от +18 °С до +20 °С при абсолютном максимуме +40 °С.

## Население
| 2021 |
| ---- |
| 0    |

## История
Село было образовано согласно закону Забайкальского края от 25 декабря 2013 года № 922-ЗЗК. На федеральном уровне наименование селу Заря было присвоено Распоряжением Правительства Российской Федерации от 13 мая 2015 года № 860-р.